# Irvine (Kalifornia)
Irvine – miasto w Stanach Zjednoczonych, w stanie Kalifornia, w obszarze metropolitalnym Los Angeles-Riverside-Orange County. 287 401 mieszkańców (2019).
W mieście rozwinął się przemysł elektroniczny oraz informatyczny.

## Miasta partnerskie
- Hermosillo, Meksyk
- Tsukuba, Japonia
- Taoyuan, Republika Chińska